# دوني رويز
دوني رويز هو لاعب كرة القدم الكندية كندي، ولد في 5 يوليو 1978 في مونتريال في كندا.

## وصلات خارجية
- الموقع الرسمي